# Căpeți, Mureș
Căpeți este o localitate componentă a orașului Sovata din județul Mureș, Transilvania, România.